# Пергамент, Александр Викторович
Александр Викторович Пергамент (18 июня 1906 — 1969) — советский театральный режиссёр и педагог, народный артист РСФСР (1959).

## Биография
Родился в еврейской семье 18 июня 1906 года на окраине Санкт-Петербурга — в Лесном, его родители переехали из Екатеринослава. Его отец Виктор Габриэлович (Гавриилович) Пергамент был музыкальным педагогом и композитором, мать Лея Пергамент — врачом, в семье были ещё три дочери Марианна, Ноэми и Габриэль. В 1923—1927 годах учился в студии при Государственном театре драмы (ныне Александринский театр, класс Юрия Михайловича Юрьева). Работал режиссёром Театра-студии при этом театре.
Вскоре переехал в Москву и в 1929—1930 годах служил в Московском государственном театре «Синяя блуза». Работал в агитбригаде «Десятая», где поставил около 40 программ и отдельных номеров.
Служил в армии, затем работал в Старой Руссе главным режиссёром филиала ТЮЗа, организованного А. А. Брянцевым. Участвовал в создании 1-го рабочего театра (сейчас Черемховский драматический театр) в сибирском посёлке Шадринка (сейчас часть Черемхово Иркутской области). У истоков Черемховского театра стояли заключённые из числа столичных артистов, сосланных в Сибирь по «58-й статье».
В 1934—1956 годах был художественным руководителем нового театра Краснознамённого Балтийского флота В 1956 году Драматический театр Балтфлота, как он назывался с конца 1940-х годов, был расформирован. (Драматический театр КБФ, работающий сейчас в Кронштадте, был создан в 1947 году в Лиепае). Участник советско-финской и Великой Отечественной войн.
В 1956—1958 годах работал главным режиссёром Ленинградского Государственного театра им. Ленинского Комсомола (сейчас Балтийский дом). В 1958—1961 годах был главным режиссёром Музыкально-драматического театра Карельской АССР в Петрозаводске.
С 1961 года — доцент, заведующий кафедрой режиссуры Ленинградского института культуры им. Н. К. Крупской.
Умер в 1969 году. Похоронен на Богословском кладбище в Ленинграде. С ним похоронена супруга, актриса Евгения Церебилко. 

### Семья
- Отец — Виктор Гаврилович Пергамент (1872—1922), выпускник Санкт-Петербургской консерватории, музыкальный педагог и композитор, писал романсы (в содружестве с поэтом Чуж-Чужениным), музыку для кабаре. Мать — Лея Пергамент[3].
- Жена — Евгения Георгиевна Церебилко (1913—1985), актриса, заслуженная артистка Эстонской ССР[4].

## Награды и премии
- Заслуженный артист РСФСР (1942).
- Заслуженный деятель искусств РСФСР (1951).
- Народный артист РСФСР (22.09.1959).
- Заслуженный деятель искусств Эстонской ССР.
- Орден Красной Звезды (18.03.1942).
- Медаль «За оборону Ленинграда» (1943).
- Орден Отечественной войны II степени (1945).

## Работы в театре
- «Женщина в море» Алексея Силыча Новикова-Прибоя
- 1939 — «Падь серебряная» Н. Погодина
- 1943 — «У стен Ленинграда» В. Вишневского (1943; Ленинградский театр им. Ленсовета, 1962)
- 1944 — «Земля подтверждает» З. Аграненко и Бару
- 1944 — «Офицер флота» А. Крона
- 1946 — «Молодая гвардия» А. Фадеева
- 1950 — «Закон Ликурга» по роману Т. Драйзера «Американская трагедия»
- 1952 — «Три солдата» Егорова и Победоносцева
- 1957 — «Фабричная девчонка» А. М. Володина
- 1958 — «Поднятая целина» по М. Шолохову
- 1959 — «Трасса» И. Дворецкого